# Всеросійський перепис населення (2020—2021)
Всеросійський перепис населення — захід, який проводиться на всій території Російської Федерації та в окупованому Росією Криму за єдиною державною статистичною методологією з метою отримання узагальнених демографічних, економічних і соціальних відомостей. Основний етап проведення перепису населення планувалося провести з 1 до 31 жовтня 2020 року. При цьому для віддалених і важкодоступних територій період проведення перепису збільшили з 1 квітня до 20 грудня 2020 року, однак через пандемію коронавірусу перепис перенесли на квітень 2021 року.
Підготовка до проведення перепису почалася 2017 року з прийняття розпорядження Уряду Російської Федерації «Про проведення Всеросійського перепису населення 2020 року». За заявою глави Росстату Павла Малкова, орієнтовна вартість проведення перепису населення 2020 року становить приблизно 33 мільярдів рублів. Девіз перепису — «Створюємо майбутнє!».
25 червня 2020 року Росстат заявив про намір провести основний етап Всеросійського перепису населення в квітні 2021 року, а 29 червня цю інформацію підтвердили.

## Реакція
15 жовтня 2021 року МЗС України засудило проведення Російською Федерацією всеросійського перепису населення на території тимчасово окупованої Автономної Республіки Крим та м. Севастополь та закликало міжнародне співтовариство засудити проведення Росією всеросійського перепису населення на тимчасово окупованій території України, не визнавати і не використовувати його результати.
Європейський Союз засудив рішення Росії провести перепис населення на території тимчасово окупованого нею Криму і міста Севастополя та закликав Росію припинити всі порушення міжнародного права і міжнародного гуманітарного права на Кримському півострові.
16 жовтня 2021 США засудили перепис населення Росії в окупованому Криму як «чергову спробу підірвати незалежність, суверенітет і територіальну цілісність України».
22 жовтня 2021 Польща засудила російський перепис населення в Криму та назвала рішення Росії про проведення перепису населення на тимчасово окупованих територіях України гідним засудження.